# Las travesuras del amor

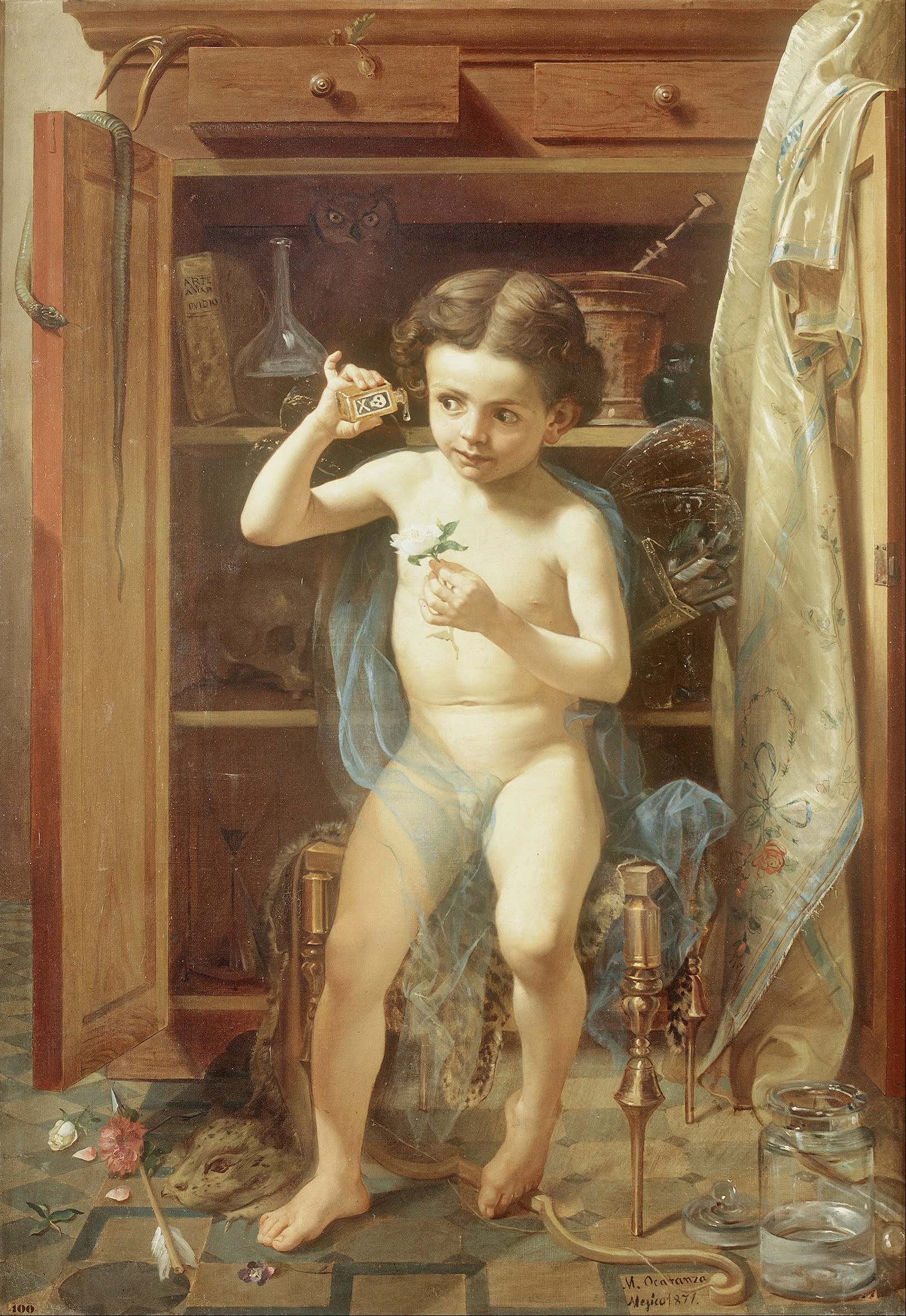
Las travesuras del amor - Manuel Ocaranza

Las travesuras del amor es un cuadro de Manuel Ocaranza realizado en 1871. Las dimensiones de la obra son de 142 cm x 100 cm de largo. Desde 1992 se conserva en el Museo Nacional de Arte.

## Contexto histórico-artístico
Manuel Ocaranza (1841- 1882) vivió la transición del sistema de valores virreinal al sistema de la época moderna llena de paradigmas liberales. Durante 1860 y 1870 se dan grandes transformaciones que desafiaron los comportamientos sociales del virreinato. Comienza a hablarse de las relaciones amorosas, la prostitución o el erotismo; temas de los que anteriormente no se hablaba o se abordan de forma diferente. En 1861, José Salomé Piná instauró nuevos paradigmas estilísticos y temáticos al orientar la pintura hacia un mayor realismo e invitaba a plasmar temáticas nacionales históricas o costumbristas.
Las travesuras del amor es una estuvo en la XV Exposición de la Escuela Nacional de Bellas Artes de 1871, al igual que otras obras de Ocaranza, como La flor del lago y Café de la Concordia.

## Descripción
En la composición se encuentra un infante desnudo de tez blanca y cabello castaño, con unas pequeñas alas casi transparentes; una tela traslúcida de tono azul cubre su entrepierna, sube por detrás de su brazo, pasa por la espalda entre su piel y un carcaj lleno de flechas, hasta que finalmente cae muy cerca de su muslo izquierdo sobre el banco en el que está sentado, el cual parece ser de oro y está cubierto por una piel de ocelote. Su mano izquierda está a la altura del  pecho sosteniendo una flor blanca mientras que en la mano derecha levanta una pequeña botella de veneno, con la intención de verter un poco a la flor mientras observa con una mirada pícara.
Sobre el suelo se encuentra un arco de madera en el que el niño reposa levemente su pie izquierdo; del mismo lado de la obra hay un frasco de vidrio con agua y su  tapa a un costado. El pie derecho está completamente plantado en el suelo y cerca se puede ver la cabeza del ocelote que cubre el asiento, una flecha y algunas flores esparcidas.
Detrás del infante se puede ver un armario abierto dividido por tres repisas. En la primera se distingue un libro con la leyenda “Arte de amar Ovidio”, un matraz aforado con agua, un búho que mira hacia el espectador, un mortero metálico y un frasco. En la segunda repisa hay un cráneo y otros matraces. Dentro de la última repisa solamente se puede ver un reloj de arena. Hay una serpiente reposada en el borde superior de una de las puertas y en  la otra hay una tela brillante que va desde la parte más alta del armario hasta el suelo. Arriba de las repisas hay dos  cajones, uno de ellos está entreabierto y se asoma una flor de adormidera.

## Estilo

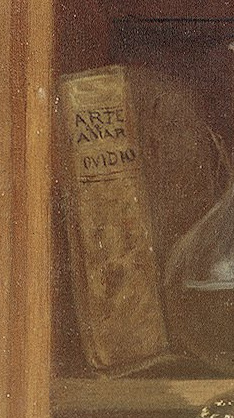
Libro de 'El arte de amar de Ovidio en Las travesuras del amor.

La obra de Manuel Ocaranza fue de las primeras en las que se pueden ver reflejada la modernidad de finales del siglo XIX; debido a sus tendencias románticas al poner los sentimientos por encima de la razón. Se le considera un innovador al hacer del simbolismo una característica esencial de sus pinturas y es conocido por salir de los cánones clásicos y academicistas que aprendió en la Academia de San Carlos.
Como ejemplo de dichos símbolos se pueden observar elementos que hacen alusión a un amorcillo o cupido: sus alas, las flores, el arco y las flechas, pero rompe con la representación academicista de este personaje al pintar las alas pequeñas y casi imperceptibles, además de representar la maldad y picardía del cupido, en lugar de la idea de pureza e inocencia que se tiene en esa etapa de la vida.
La serpiente se encuentra fuertemente vinculada a los placeres sexuales y la tentación (a partir del establecimiento de la religión católica) y la lechuza suele estar relacionada popularmente con las brujas; el resto de objetos como los matraces, la flor y el mortero pueden hacer referencia a la hechicería.
El libro en la repisa más alta es El arte de amar del poeta romano Ovidio. Trata sobre los pasos que debe de seguir un hombre para conquistar a la mujer deseada; dicha forma de adulación es recurrir a los engaños, ilusiones y promesas que no cumplirá con el fin de poseerla. También da consejos para preservar el amor, entre ellos está el de alimentar los celos. De igual forma brinda a las mujeres las indicaciones para ser un objetivo adecuado a los ojos del hombre. Este poema le da sentido conceptual a la pieza.